# 天主教馬諾諾教區
天主教馬諾諾教區（拉丁語：Dioecesis Manonensis）是剛果民主共和國一個羅馬天主教教區，屬盧本巴希總教區。
教區成立於1971年4月24日，位於該國東南部加丹加省中北部。2004年有教友152,158人（佔轄區總人口26.8%）、十五個堂區、十八名司鐸。現任教區主教為雲仙·寬加·恩朱布。